# Oliveira do Bairro
Oliveira do Bairro (oli'vɐiɾɐ du 'baiʁu) è un comune portoghese situato nel distretto di Aveiro.

## Società

### Evoluzione demografica
| Popolazione di Oliveira do Bairro (1801 – 2004) | Popolazione di Oliveira do Bairro (1801 – 2004) | Popolazione di Oliveira do Bairro (1801 – 2004) | Popolazione di Oliveira do Bairro (1801 – 2004) | Popolazione di Oliveira do Bairro (1801 – 2004) | Popolazione di Oliveira do Bairro (1801 – 2004) | Popolazione di Oliveira do Bairro (1801 – 2004) | Popolazione di Oliveira do Bairro (1801 – 2004) | Popolazione di Oliveira do Bairro (1801 – 2004) |
| ----------------------------------------------- | ----------------------------------------------- | ----------------------------------------------- | ----------------------------------------------- | ----------------------------------------------- | ----------------------------------------------- | ----------------------------------------------- | ----------------------------------------------- | ----------------------------------------------- |
| 1801                                            | 1849                                            | 1900                                            | 1930                                            | 1960                                            | 1981                                            | 1991                                            | 2001                                            | 2004                                            |
| 1939                                            | 5086                                            | 9540                                            | 14362                                           | 16699                                           | 17517                                           | 18660                                           | 21164                                           | 22365                                           |

## Freguesias
- Bustos, Troviscal e Mamarrosa
- Oiã
- Oliveira do Bairro
- Palhaça